# 小倉收
小倉 收（おぐら おさむ、1944年5月24日 - ）は、日本の経済学者。国士舘大学名誉教授。学校法人国士舘参与。国際経済学を専門とする。

## 来歴
鹿児島県出身。1967年（昭和42年）国士舘大学政経学部卒業、1972年（昭和47年）同大学院経済学研究科博士課程退学、学位は経済学修士。
同大学の体育学部教授の朝倉正昭は実兄。

## 著書
- 国際貿易の理論・政策・実務（世界書院　共著）
- 日本の経済発展と近代化（成文堂　共著）
- 国際経済論 （成文堂　共著戸崎徹）

## 所属学会等
- 日本国際経済学会
- 日本貿易学会
- 日本国際政治学会

## 要職等
- 学校法人国士舘　理事
- 学校法人国士舘　参与
- 頭山満生誕百五十年祭　発起人